# 石川県道277号柳田里線
石川県道277号柳田里線（いしかわけんどう277ごう やなぎださとせん）とは、石川県鳳珠郡能登町と輪島市とを結ぶ一般県道（石川県道）である。

## 概要
- 起点：石川県鳳珠郡能登町字柳田な部4番3地先（＝石川県道26号珠洲穴水線交点）
- 終点：石川県輪島市里町9字6番1地先（＝石川県道40号珠洲里線交点）

かつての鳳至郡柳田村の中心部である鳳珠郡能登町柳田に流れる二級水系町野川に架かる年化橋（としけばし）詰めが起点である。市町境部を含め、概ね全区間1.5車線 - 2車線の幅員で整備されている。輪島市里町は南志見（なじみ）地区の東南部にあり、終点部は日本海に面している国道249号からは約500m山側に位置している。当県道は、柳田地区と輪島市中心部を結ぶルートのうち、最短のものである。また、柳田地区の中心部まで至ることが出来ることから、前述の道路状況と合わせ、交通量は少なくない。中間部にある輪島市町野町金蔵地区は、棚田が見下ろせる。

## 歴史
- 1960年（昭和35年）10月15日：路線認定。

## 接続道路
- 石川県道26号珠洲穴水線（鳳珠郡能登町柳田：起点）
- 石川県道278号金蔵川西線（輪島市町野町金蔵）
- 石川県道40号珠洲里線（輪島市三井町長沢：終点）